# Серрата
Серрата (італ. Serrata, сиц. Serrata) — муніципалітет в Італії, у регіоні Калабрія,  метрополійне місто Реджо-Калабрія‎.
Серрата розташована на відстані близько 490 км на південний схід від Рима, 65 км на південний захід від Катандзаро, 60 км на північний схід від Реджо-Калабрії.
Населення — 863 особи (2014).
Щорічний фестиваль відбувається 27 липня. Покровитель — святий Пантелеймон Martire.

## Демографія
Населення за роками:

Станом на 1 січня 2023 року в муніципалітеті офіційно проживали 43 іноземці з 6 країн, серед них 34 громадяни країн Євросоюзу.

## Сусідні муніципалітети
- Кандідоні
- Дінамі
- Лауреана-ді-Боррелло
- Мілето
- Сан-П'єтро-ді-Карида